# Sievekingia colombiana
Sievekingia colombiana är en orkidéart som beskrevs av Leslie Andrew Garay. Sievekingia colombiana ingår i släktet Sievekingia och familjen orkidéer. Inga underarter finns listade i Catalogue of Life.

## Bildgalleri

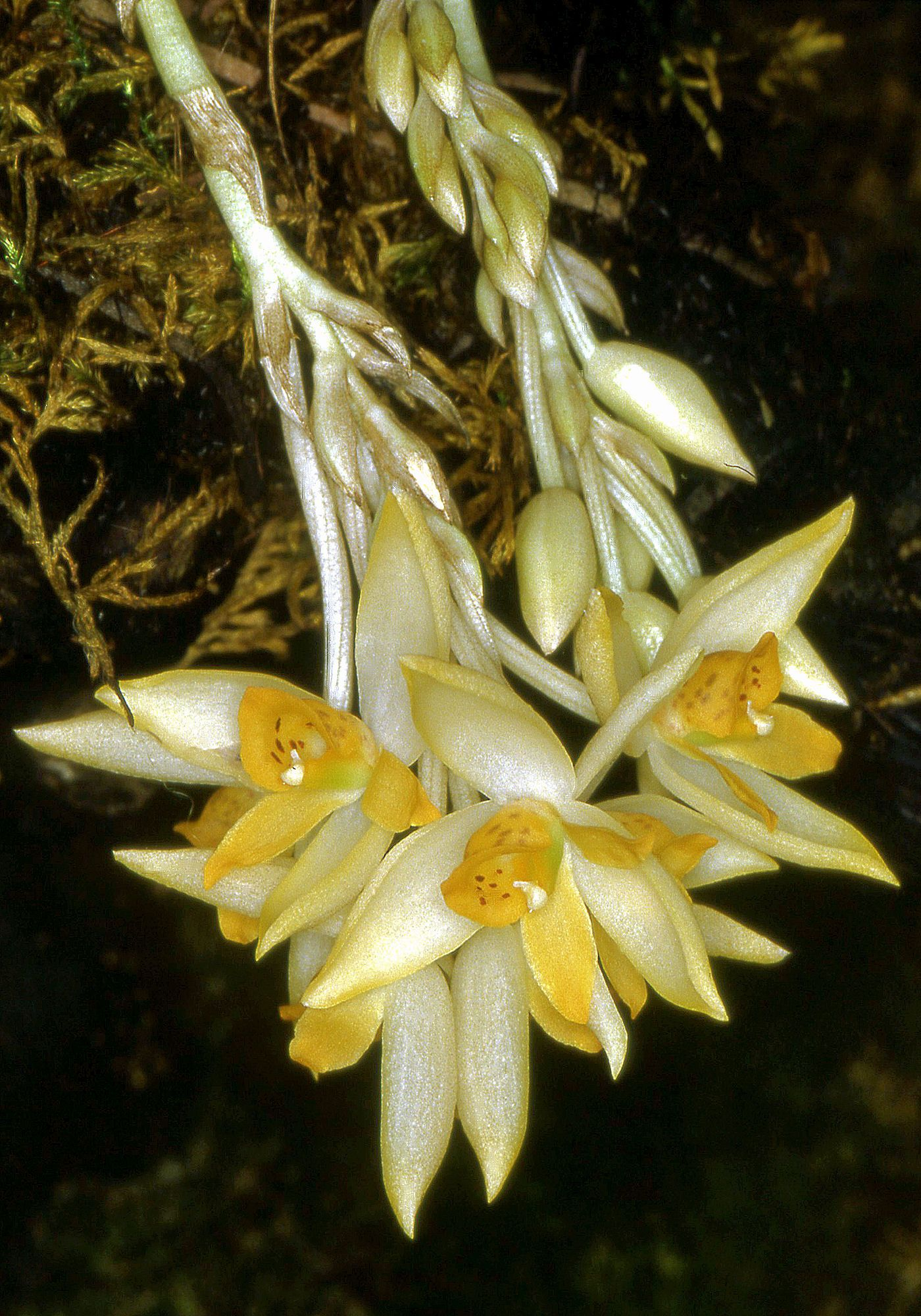